# Phthonoloba
Phthonoloba là một chi bướm đêm thuộc họ Geometridae.